# 차악
차악(次惡, 영어: lesser-of-two-evils principle)은 최악인 사람, 조건, 물건, 상황등을 피하기 위해 어쩔 수 없이 택해야 하는 그나마 좀 더 나은 사람, 조건, 물건, 상황을 표현할 때 사용하는 말이다. 가장 흔하게 사용되는 경우는 선거에서 후보를 선택하는 경우에 사용되며,  유권자가 지지하는 후보가 없을 때, 둘 중에서 최악인 경우를 제외하다 보니, 다른 하나를 고르게 될 때 사용된다.  
이 표현은 아리스토텔레스의 니코마코스 윤리학에서 처음으로 사용되었으며 토마스 아 켐피스의 그리스도를 본받아에서도 쓰였다.

## 같이 보기
- 필요악